# FS ALSe 10
 (octobre 2024).
La mise en forme du texte ne suit pas les recommandations de Wikipédia : il faut le « wikifier ».
Les points d'amélioration suivants sont les cas les plus fréquents. Le détail des points à revoir est peut-être précisé sur la page de discussion.
- Les titres sont pré-formatés par le logiciel. Ils ne sont ni en capitales, ni en gras.
- Le texte ne doit pas être écrit en capitales (les noms de famille non plus), ni en gras, ni en italique, ni en « petit »…
- Le gras n'est utilisé que pour surligner le titre de l'article dans l'introduction, une seule fois.
- L'italique est rarement utilisé : mots en langue étrangère, titres d'œuvres, noms de bateaux, etc.
- Les citations ne sont pas en italique mais en corps de texte normal. Elles sont entourées par des guillemets français : « et ».
- Les listes à puces sont à éviter, des paragraphes rédigés étant largement préférés. Les tableaux sont à réserver à la présentation de données structurées (résultats, etc.).
- Les appels de note de bas de page (petits chiffres en exposant, introduits par l'outil «  Source ») sont à placer entre la fin de phrase et le point final[comme ça].
- Les liens internes (vers d'autres articles de Wikipédia) sont à choisir avec parcimonie. Créez des liens vers des articles approfondissant le sujet. Les termes génériques sans rapport avec le sujet sont à éviter, ainsi que les répétitions de liens vers un même terme.
- Les liens externes sont à placer uniquement dans une section « Liens externes », à la fin de l'article. Ces liens sont à choisir avec parcimonie suivant les règles définies. Si un lien sert de source à l'article, son insertion dans le texte est à faire par les notes de bas de page.
- La présentation des références doit suivre les conventions bibliographiques. Il est recommandé d'utiliser les modèles {{Ouvrage}}, {{Chapitre}}, {{Article}}, {{Lien web}} et/ou {{Bibliographie}}. Le mode d'édition visuel peut mettre en forme automatiquement les références.
- Insérer une infobox (cadre d'informations à droite) n'est pas obligatoire pour parachever la mise en page.

Pour une aide détaillée, merci de consulter Aide:Wikification.
Si vous pensez que ces points ont été résolus, vous pouvez retirer ce bandeau et améliorer la mise en forme d'un autre article.
L'unité FS ALSe.10 est une rame Automotrice Légère Salon électrique (ALSe) conçue par les chemins de fer italiens FS sur ordre du Président du Conseil Benito Mussolini durant la période de l'Italie fasciste.

## Histoire
Mussolini aimait beaucoup les trains et il pensait qu'ils constituaient une composante importante dans la modernisation du pays, que leur image pouvait aussi être un véhicule de propagande à l'intérieur et à l'extérieur : une sorte de démonstration du « génie italien ». Ce n’est pas par hasard que chacune des 2 têtes profilées surnommées (têtes de vipère) arboraient le symbole du fascisme. Dans le contexte de l'époque, il n’est pas surprenant que le dictateur italien ait voulu disposer de son propre train pour se déplacer efficacement à travers le pays.
Parmi les trains les plus en vue et réputés d'Italie, il y avait l'ETR 200, une rame automotrice électrique de toute nouvelle conception, première rame à grande vitesse au monde avec un Cx de 0,32, un record mondial à plus de 200 km/h. La rame privée du Duce était dérivée de ce train : mêmes lignes aérodynamiques épurées, performances élevées avec un confort élevé dignes d'un chef de gouvernement. C'est ainsi qu'est née l'Automotrice Légère Salon électrqie : ALSe 10.

### FS ALSe.10Le train de Mussolini
En réalité, cette rame unique était dérivée de la famille FS ALe.880. Le train du Duce ne différait donc pas beaucoup, du moins en apparence, de celui qu'utilisaient les gens ordinaires. En apparence uniquement car l'aménagement intérieur différait radicalement. Même si les unités ALe.880 offraient un confort de qualité, avec des sièges très confortables, la rame ALSe.10 a été conçue et aménagée en version luxueuse avec une salle de réunion et des chambres avec salle de bains et baignoire et une cuisine. Le nom ALSe.10 n'a pas été apprécié par le pouvoir et il a été très vite rebaptisé ETS.11 (ElettroTreno Salone). Elettrotreno sonnait nettement mieux qu'Automotrice Légère.

### FS ETS.11Le train du régime
Tout connaisseur de l'histoire et de la technologie du groupe des automotrices italiennes FS ALe reconnaît immédiatement qu'il s'agit d'une production FIAT. En effet, les caisses sont en aluminium, alors que tous les autres constructeurs de modules ALe ont utilisé l'acier. L'équipement électrique a été fabriqué par E. Marelli. Les 4 moteurs par élément sont du type 72-50 FS, et les bogies sont les mêmes que ceux utilisés sur les ALe.790 & 880.
La rame est composée de deux motrices asymétriques couplées tête-bêche en permanence, mesurant chacune 27,50 mètres de longueur. La motrice "A" (voiture de service) dispose, après la cabine de conduite, d'un volet pour accéder à la soute à bagages. On trouve ensuite la cuisine, puis deux cabines destinées au personnel de service, l'une pour 4 et l'autre pour 2 personnes, puis 3 suites avec salles de bains, puis une cabine avec radiotéléphone et la chaufferie. Elle ne dispose que d'un seul pantographe à l'avant car à l'arrière, les réservoirs d'eau prennent une large place. L'intercirculation est protégée extérieurement par des parois métalliques pour éviter toute possibilité d'intrusion. Dans la voiture « noble », après un grand vestibule on trouve 2 suites avec toilettes et salles de bains « présidentielle » équipées d'une baignoire puis la suite de Benito Mussolini et une salle de réunion pour six personnes.
L'aménagement intérieur et les plans de la rame ETS.11, avant sa reconversion en ALe.184.001, sont consultables dans le numéro 143 de la revue Mondo Ferroviario ou ici →  .
La rame a été livrée en 1940. Pour des raisons de sécurité, on ne connait que très peu de choses sur les déplacements du Duce. On sait avec certitude qu'il l'a utilisée avec sa famille pour rejoindre les plages de Rimini, soit via Ancône, soit via Bologne. La rame était normalement en dépôt à Rome Termini, à côté du hangar qui abritait le Train Royal italien. Le Duce ne l'a pas utilisée très longtemps car il a été mis aux arrêts le 25 juillet 1943.

### FS ALe.184.001
La rame a été endommagée par les bombardements durant la Seconde Guerre mondiale puis restaurée en 1951 et convertie pour un usage voyageurs standard, vidée de son mobilier et ré-immatriculée ALe.184.001 en 1952. Immatriculation étrange car le nombre de sièges disponibles était de 178 : 88 dans la voiture "A" et 90 dans la "B". Elle a servi sur la ligne reliant la capitale Rome à Castelli Romani, Orte et Pescara.

### FS ALe.880.117/118
En 1962, les FS décident d'intégrer les deux motrices dans le groupe ALe.880 sous l'immatriculation ALe.880.117/118 tout en conservant sa caractéristique : l'automotrice ALe.880.117 ne possède qu'un seul pantographe, situé côté tête aérodynamique. À cette occasion, le rapport de transmission est passé de 16/43 à 14/43, identique aux autres unités du groupe.
Les motrices sont restées affectées au dépôt de Rome jusqu'en 1978, chacune en service avec une voiture-pilote Le.640. Elles seront ensuite affectées au dépôt de Bologne où elle ont été utilisées sur les lignes pour desservir Ravenne, Prato et sur la ligne Porrettana , toujours en convoi multiple avec des unités des groupes ALe.790 et ALe.880.
Les deux motrices ont été à nouveau réunies en 1985 pour reformer la rame d'origine qui est restée opérationnelle jusqu'en 1996.